# Remodes
Remodes là một chi bướm đêm thuộc họ Geometridae.